# Người Muhajir
Người Muhajir (tiếng Urdu: مہاجر) là người nhập cư Hồi giáo, có nguồn gốc đa sắc tộc, và con cháu của họ, di cư từ nhiều vùng Ấn Độ đến Pakistan, sau khi Pakistan độc lập.